# Gustav Rudolf Sellner

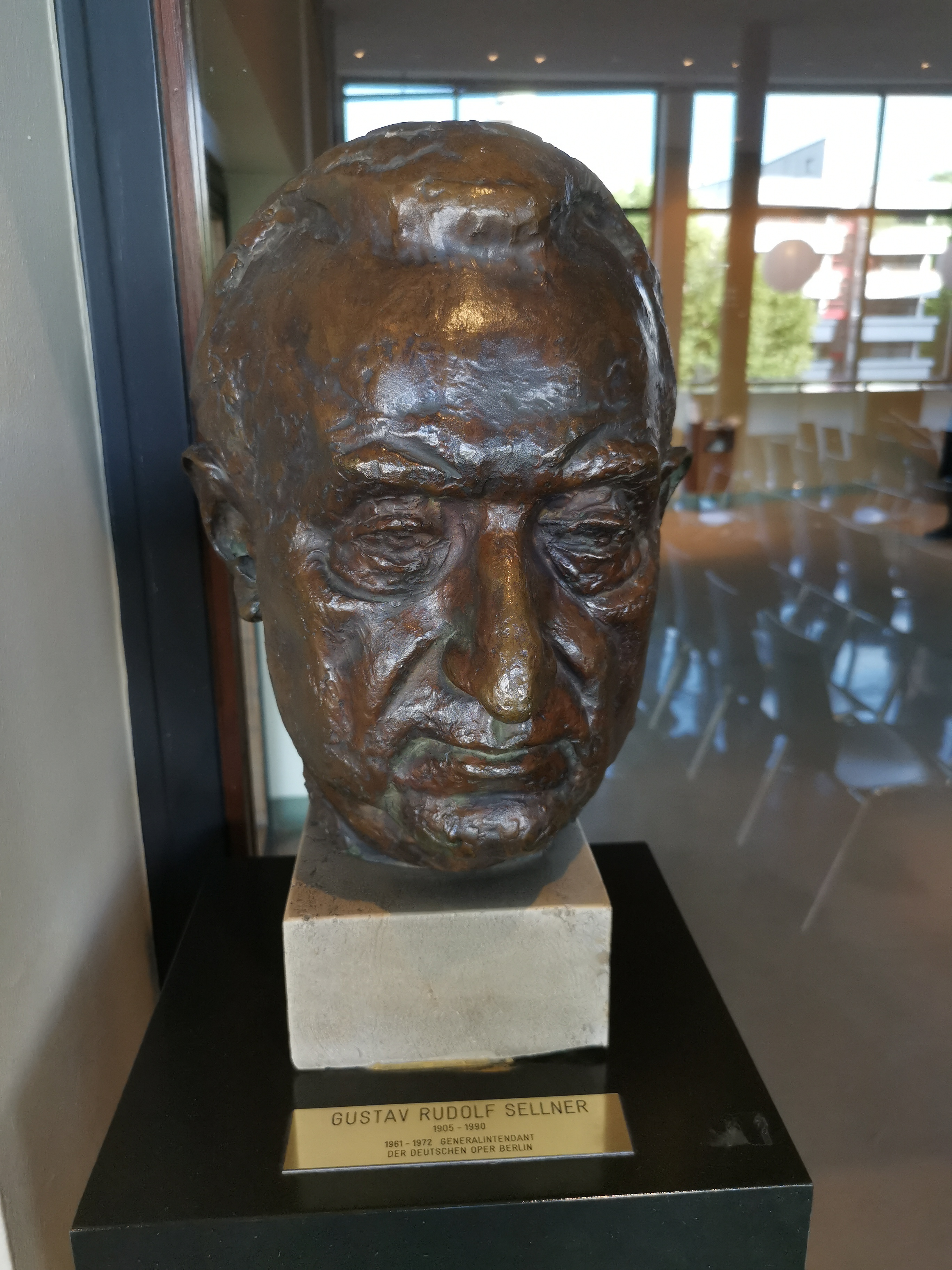
Büste in der Deutschen Oper Berlin

Gustav Rudolf Sellner (* 25. Mai 1905 in Traunstein; † 8. Mai 1990 in Königsfeld-Burgberg) war ein deutscher Schauspieler, Dramaturg, Regisseur und Theaterleiter. Er trat in den 1950er Jahren als Vertreter eines formal radikal modernisierten, „instrumentalen Theaters“ hervor.

## Leben

### Vom Schauspieler zum Intendanten
Gustav Rudolf Sellner begann seine Karriere als Schauspieler, Dramaturg und Theaterregisseur an Theatern in Mannheim unter Francesco Sioli (1925–1927), in Gotha (1928/29) und Coburg (1929–1931). In dieser Zeit beeinflussten ihn nachhaltig die Arbeiten der Regisseure Otto Falckenberg, Leopold Jessner und Erwin Piscator. Zwischen 1932 und 1937 war er als Oberspielleiter, Dramaturg und Schauspieler am Landestheater Oldenburg tätig.
Am 1. Mai 1933 war Sellner in die NSDAP eingetreten (Mitgliedsnummer 2.856.507). Er hatte darauf in Oldenburg das Amt eines Gaustellenleiters inne, war zeitweise SA-Anwärter und Leiter der Thingspielstätte „Kultstätte Stedingsehre“.
Nachdem Sellner durch mehrere Inszenierungen im Sinne der nationalsozialistischen Kulturpolitik hervorgetreten war, wurde er 1937 zum Schauspieldirektor am Landestheater Oldenburg ernannt. Drei Jahre später wechselte er als Intendant an das Stadttheater Göttingen (1940–1943). Anschließend war Sellner Intendant der Städtischen Bühnen Hannovers (1943/44). Von 1943 bis 1945 war Sellner im Gau Südhannover-Braunschweig Gaukulturrat.
In Hannover leitete Sellner ab Dezember 1943 zugleich die „Theaterschule Hannover“, die unter dem Dach der Landesmusikschule Hannover neugegründet wurde. Im April 1944 wurde Sellner von Adolf Hitler zum Generalintendanten der Städtischen Bühnen Hannover ernannt. Zum Oktober 1944 wurde Sellner nach langjähriger Freistellung vom Kriegsdienst als Kraftfahrer in die Wehrmacht eingezogen.
Nach dem Ende des Zweiten Weltkriegs geriet Sellner in US-amerikanische Kriegsgefangenschaft und war bis 1947 in zwei Gefangenenlagern interniert. Er wurde bei der Entnazifizierung 1949 von einer deutschen Spruchkammer als „Mitläufer“ eingestuft und bei der Revision 1950 „entlastet“. Von 1948 bis 1951 arbeitete er als Regisseur in Kiel, Essen und Hamburg. In Kiel inszenierte er 1948 Die Perser und 1950 Bernarda Albas Haus, letzteres Stück 1961 auch in Darmstadt.

### Intendant in Darmstadt und an der Deutschen Oper Berlin
Von 1951 bis 1961 war Sellner Intendant des Landestheaters Darmstadt. Hier brachte er 1951 Ernst Barlachs Der Graf von Ratzeburg zur Uraufführung. Auch in Darmstadt unterhielt Sellner zunächst eine kleine Theaterschule. Als das Land 1954 die Subventionen angesichts mangelnder Vermittlungserfolge unter den Absolventen einstellte, musste die Theaterschule aufgelöst werden. 1954 führte Sellner Regie bei Troilus und Cressida an der Staatlichen Schauspielbühne Berlin und 1959 bei den Ruhrfestspielen in Der Sturm. In Darmstadt brachte er 1958 Ionescos Mörder ohne Bezahlung zur Uraufführung, am Burgtheater inszenierte er den Antikenzyklus von Sophokles mit König Ödipus (1960), Antigone (1961) und Elektra (1963).
Sellner galt zu dieser Zeit als repräsentativer Klassiker-Regisseur. Anfang der 1960er Jahre wandte er sich der Opernregie zu. Von 1961 bis 1972 war er Generalintendant und Chefregisseur der Deutschen Oper in West-Berlin. 1964 wurde er mit einer Bronze-Büste des Bildhauers Heinz Spilker geehrt.
Er inszenierte unter anderem Boris Godunow (1971, Berlin), die Uraufführung von Aribert Reimanns Melusine (1971, bei den Schwetzinger Festspielen), Wozzeck (1971, Salzburger Festspiele), Ein Sommernachtstraum (Ruhrfestspiele 1972), Idomeneo (1973, Salzburger Festspiele), Die Jagdgesellschaft (1974, Theater Basel) und  Gottfried von Einems Besuch der alten Dame (1975, Nationaltheater München).
Gelegentlich arbeitete Sellner auch für das Fernsehen und für den Film. In Maximilian Schells Inszenierung Der Fußgänger übernahm Sellner die Titelrolle, während Schell dessen verstorbenen Sohn verkörperte.
Sellner war ab 1927 in erster Ehe mit der Schauspielerin Else York (1903–1939) verheiratet, von 1940 bis 1950 in zweiter Ehe mit der Schauspielerin Manuela Bruhn verheiratet, ab 1951 in dritter Ehe mit der Fotografin Ilse Päßler (1905–1989). Aus der zweiten Ehe gingen zwei Söhne hervor, darunter der Schauspieler Manuel Sellner (1944–2001).

## Werke
- Gustav Rudolf Sellner: Neue deutsche Dramatik. Coburg 1929.
- Gustav Rudolf Sellner, Werner Wien: Theatralische Landschaft. Bremen 1962.

## Filmografie
- 1955: Die Kluge (Fernsehen, Regie)
- 1958: Die Bernauerin (Fernsehen, Regie)
- 1957: Abu Kasems Pantoffeln (Fernsehen, Regie)
- 1961: Die Nashörner (Fernsehen, Regie)
- 1965: Der seidene Schuh (Fernsehserie, Regie)
- 1968: Der junge Lord (Regie)
- 1973: Der Fußgänger (Darsteller)
- 1975: Ansichten eines Clowns (Darsteller)
- 1979: David (Darsteller)
- 1979: Phantasten (Fernsehen, Darsteller)
- 1980: Ein Mann von gestern (Fernsehen, Darsteller)

## Auszeichnungen
- 1961: Goethe-Plakette des Landes Hessen
- 1965: Ordre des Arts et des Lettres
- 1967: Berliner Kunstpreis
- 1972: Großes Bundesverdienstkreuz mit Stern
- 1974: Filmband in Gold für Der Fußgänger

## Ausstellungen
1996: Gustav Rudolf Sellner. Regisseur und Intendant, Theatermuseum Düsseldorf (eine Ausstellung der Theaterwissenschaftlichen Sammlung der Universität zu Köln)